# Neoperla pseudorecta
Neoperla pseudorecta és una espècie d'insecte plecòpter pertanyent a la família dels pèrlids.

## Descripció
- Els adults, de mida mitjana, són de color ocraci completament, tenen els ocels grossos i les seues ales fan 12 mm de llargària.
- Entre els mascles, els genitals externs i la forma general del penis són similars als de Neoperla recta.
- Alguns exemplars presenten un punt fosc i oval entre els ocels.
- Els exemplars de l'illa de Negros són més foscos i mostren un patró diferent al cap.
- La femella no ha estat encara descrita.[3]

## Hàbitat
En el seu estadi immadur és aquàtic i viu a l'aigua dolça, mentre que com a adult és terrestre i volador.

## Distribució geogràfica
Habita a Cebu, Negros, Luzon, Busuanga i Palawan (Filipines).